# Koroška vas (Novo Mesto, Slovenija)
Koroška vas je naselje u slovenskoj Općini Novom Mestu. Koroška vas se nalazi u pokrajini Dolenjskoj i statističkoj regiji Jugoistočnoj Sloveniji. 

## Stanovništvo
Prema popisu stanovništva iz 2002. godine naselje je imalo 194 stanovnika.